# Gaëlle Dumas
Gaëlle Dumas (* 21. Februar 2003 in Haiti) ist eine haitianische Fußballspielerin.

## Karriere

### Verein
Dumas spielt derzeit für den Verein ASF Croix-des-Bouquets.

### Nationalmannschaft
2020 wurde sie für die Haitianische Fußballnationalmannschaft der Frauen berufen. Dumas trat unter anderem 
am 3. Februar 2020 bei der CONCACAF-Olympia-Qualifikationsmeisterschaft der Frauen 2020 auf. Sie wurde in der 73. Minute eingewechselt für Batcheba Louis im Spiel gegen Panama. Bisher absolvierte sie 1 Länderspiel.